# Сергєєв Олексій Олексійович
Олексій Олексійович Сергєєв (2 грудня 1930, село Молчаново, тепер Молчановського району Томської області, Російська Федерація — ?) — радянський діяч, економіст, завідувач кафедри політичної економії Академії праці і соціальних відносин. Член ЦК КПРС у 1990—1991 роках. Доктор економічних наук, професор.

## Життєпис
У 1953 році закінчив Томський державний університет.
Член КПРС з 1953 року.
У 1953—1963 роках — асистент, старший викладач, доцент Томського державного університету.
У 1963—1969 роках — завідувач кафедри Красноярського інституту кольорових металів та золота.
У 1969—1972 роках — проректор і завідувач кафедри Калінінського державного університету.
У 1972—1978 роках — завідувач сектору Інституту економіки Академії наук СРСР.
У 1978—1980 роках — заступник начальника Центральної науково-дослідної лабораторії МВС СРСР із економіко-правових проблем охорони соціалістичної власності.
У 1980—1982 роках — начальник відділу наукової інформації Академії МВС СРСР.
У 1982—1987 роках — старший науковий співробітник, завідувач сектору Інституту економіки Академії наук СРСР.
З 1987 року — завідувач кафедри політичної економії Вищої школи профспілкового руху ВЦРПС імені Шверника (з листопада 1990 року — Академії праці і соціальних відносин) у Москві.
Основна наукова робота: «Структура виробничих відносин соціалізму: Питання методології дослідження» (Москва, Наука, 1979). Був одним із критиків економічних реформ Косигіна: вважав, що треба зменшувати собівартість, а не збільшувати прибуток. Позитивно ставився до ринку товарів, негативно до ринку праці.
У 1991 році балотувався на посаду віцепрезидента Російської РФСР у парі з Альбертом Макашовим. 
З 1991 року — секретар Російської комуністичної робітничої партії.
З 1999 року — секретар Загальноросійського політичного громадського руху «Комуністи — Трудова Росія — За Радянський Союз».

## Нагороди і відзнаки
- медалі